# 象母怨
《象母怨》是擅長動物小說的作家沈石溪的一篇小说，被收入他的動物學家歷險故事系列。由於作者在擁有動物王國之稱的雲南生活了二十八年多，所以對動物有深入的認識，能夠在本部作品中發揮得很好。這部小说在1990年获得了首屆冰心兒童文學獎新作奖，此后还获得过「好書大家讀」之評介好書。

## 內容
《象母怨》講述了兩個象群發生衝突，使兩方成年公象全部死去的故事。
這個故事發生於納壺河谷，那裡居住着兩個象群，分別叫做「夏爾芒」及「夏爾邦」。兩個象群不時會因為領土問題發生衝突。有一次，「夏爾芒」的一只象走到了「夏爾邦」的領土找朵芭蕉花吃，卻被对方的一頭公象發現了。于是，一場血腥的戰爭開始了。
戰鬥之後，兩方公象全部死去。由於兩群不同種族的母象也不忍心自己心痛的幼象從中受到傷害，所以兩群不同種族的象群便组合成了一個大象群，並选出一頭母象成為「象母」。
「象母」用她的信念及母爱率领这个在生存压力下勉强合成的群体。为了这个象群的和平，象母做出了不少牺牲，毅然哺育来自另一个象群的幼象。两个本身不同的象群只是和平了幾年。在这几年之中，象群经历了几次的分裂，「象母」甚至还忍痛割爱，不惜牺牲自己唯一的孩子来保全这个集体，不讓象群因為自己的孩子而不團結。
不料，象群最後还是无法长期维持和平的局面，重新走向分裂。「象母」則盡力阻止，甚至臥在地上任由兩方用那尖銳的象牙穿破，用那粗壯的象腳踩踏。

## 主要角色
- 嫫婉：原本是「夏爾芒」象群中象王的年輕妻子。後來因為兩個象群的合併，成了「象母」[5]。曾經忍痛割爱，不惜牺牲自己唯一的孩子来保護該象群。在象群中擁有德高望重的地位。
- 阿麗絲：「夏爾邦」象群中的年輕母象，也是兩個象群合併的提出者。她的地位僅次於嫫婉。曾於「象母」生病時照顧她。對象群裡每個成員也很友善。
- 札雅：「夏爾芒」象王（影疊）之子、「象母」嫫婉之子。因為殺害幼象的罪名，被母象錯手推下死於谷底[6]。
- 馬哈：「夏爾邦」象王（叭赫）與阿麗絲之子，也是札雅自小的好朋友。曾經跟札雅合力對抗入侵領土的動物，亦曾經跟札雅因為領土問題而開戰。